# Joseph Asajirō Satowaki
Joseph Asajirō Satowaki (jap. ヨゼフ里脇浅次郎 Yosefu Satowaki Asajirō), (ur. 1 lutego 1904 w Shittsu, zm. 8 sierpnia 1996 w Nagasaki) – japoński duchowny katolicki, kardynał, arcybiskup metropolita Nagasaki.

## Życiorys
W seminarium w Nagasaki ukończył studia humanistyczne i filozoficzne, a następnie studiował teologię na Papieskim Uniwersytecie Urbaniana w Rzymie. Po święceniach kapłańskich, które otrzymał 17 grudnia 1932 roku, powrócił do swojej diecezji, gdzie rozwinął bogatą działalność duszpasterską. Był proboszczem parafii katedralnej w Nagasaki, sprawował obowiązki prokuratora i kanclerza kurii biskupiej, a od 1941 roku do 1945 roku był administratorem apostolskim na Tajwanie, który wówczas należał do Japonii. W 1945 roku powrócił do Nagasaki i objął stanowisko rektora w niższym seminarium duchownym oraz wikariusza generalnego archidiecezji. Był także przewodniczącym centrum katolickiego w Nagasaki oraz kapelanem archidiecezjalnego stowarzyszenia nauczycieli katolickich. W periodyku diecezjalnym, który redagował, zamieszczał liczne artykuły na tematy życia duchowego, teologii i etyki. Równocześnie uczył filozofii i wygłaszał konferencje w centrum katolickim i w żeńskim kolegium "Junshin". 25 lutego 1955 roku został mianowany biskupem nowo utworzonej diecezji w Kogoshima. Pracował tam przez 13 lat, zakładając i rozwijając dzieła charytatywne, społeczne i wychowawcze. Brał udział we wszystkich sesjach Soboru Watykańskiego II. 19 grudnia 1968 roku Paweł VI mianował go arcybiskupem Nagasaki – najstarszej i najliczniejszej archidiecezji Japonii. Przez kilka lat pełnił obowiązki przewodniczącego Konferencji Episkopatu Japonii. Na konsystorzu 30 czerwca 1979 roku Jan Paweł II wyniósł go do godności kardynalskiej z tytułem prezbitera Santa Maria della Pace. 8 lutego 1990 roku złożył rezygnację z rządów archidiecezją.